# Alfarería en la provincia de Salamanca

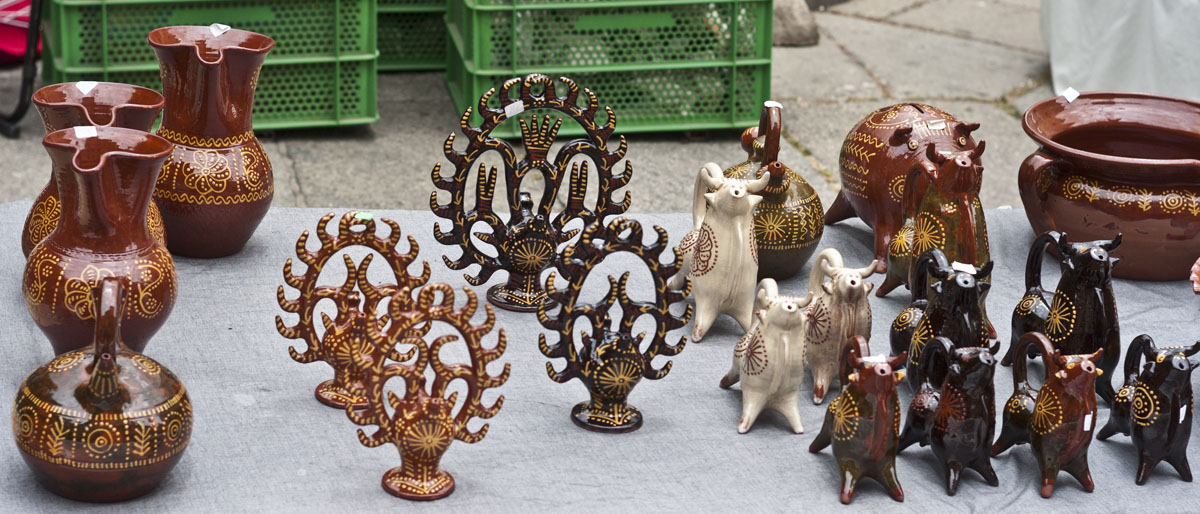
Jarras, botijos de filigrana y toritos decorados, de la alfarería esmaltada de Alba de Tormes, en la feria de alfarería de Zamora, en 2012.

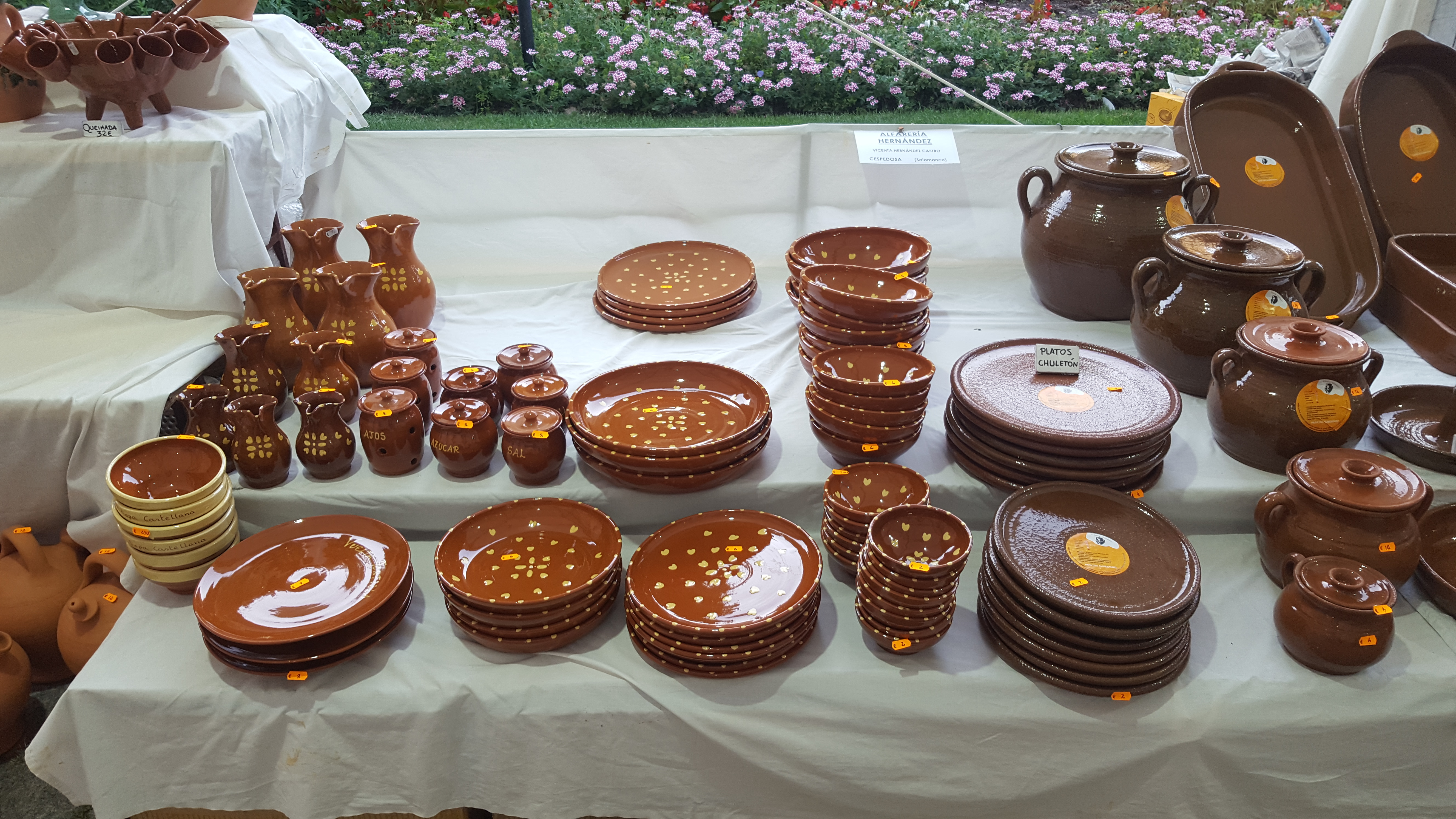
Cerámica de Cespedosa de Tormes

La alfarería en la provincia de Salamanca (España) agrupa la producción cacharrera de la zona, además de los materiales arqueológicos datados con anterioridad a la cultura de los pueblos ibéricos y la Hispania romana, y la cerámica de dichos periodos. Influenciada por los poderosos focos extremeños de Salvatierra de los Barros y Fregenal de la Sierra, su alfarería está presente en el Antropológico de Madrid o el Museo de Salamanca, y en museos monográficos como el de Chinchilla de Montearagón y el Museo Internacional de Arte Popular del Mundo, ambos en Albacete, el Museo del Botijo de Argentona,, o el de Toral de los Guzmanes. También es interesante reseñar los fondos de las colecciones del Equipo Adobe, o las piezas reunidas en el Museo de Artes y Tradiciones Populares por Guadalupe González-Hontoria.

## Historia
Además del mencionado tesoro arqueológico de la Edad Antigua y de la influencia de la alfarería musulmana, la «loza común vidriada» salmantina es citada por Pascual Madoz en el Diccionario geográfico-estadístico-histórico de España y sus posesiones de Ultramar, dentro de sus censos industriales sobre Alba de Tormes y Tamames. Ya mediado el xx, destaca el estudio de los alfares salmantinos publicado por Luis Cortés Vázquez, que orientaría los subsiguientes trabajos de ámbito nacional, en especial los trabajos de campo realizados entre 1960 y 1978 por etnólogos alemanes y Natacha Seseña. En las postrimerías del siglo xx el crecimiento del mercado turístico facilitó la recuperación de la actividad alfarera y el diseño cerámico de cacharrería para uso decorativo.

## Principales focos

### Alba de Tormes
Aunque de la docena de alfares activos en 1953, solo quedaban seis en la década de 1970, y dos al inicio del siglo xxi, Alba sigue considerándose el más importante centro cerámico salmantino, por la variedad de sus piezas y la fantasía de sus diseños y decoración. Perdida la funcionalidad de cántaros, cantarillas, barreños para la matanza, asadores de castañas y barriles, siguen produciéndose para el turismo pucheros, cazuelas, macetas, platos, ollas, botijos de adorno y el singular botijo de filigrana. Todas las piezas llevan un baño inicial de «engalba de greda», que les da el brillo rojizo, y un ‘juaguete’ para la decoración amarillo-anaranjada. La tarea de pintar los motivos (grecas, floreos, geometrías, etc.) ha sido ocupación tradicional de las mujeres. Tanto el proceso como el resultado son similares a la cacharrería vidriada de Salvatierra.
Similares piezas se han conservado en Cespedosa de Tormes, cuyos alfares antes se dedicaban en exclusiva la producción de alfarería de agua, y en Tamames de la Sierra, especializados en alfarería de fuego.
 En Cantalapiedra, de los cinco alfares tinajeros catalogados en 1976, solo queda un taller de producción turística. Anota Abraham Rubio Celada, que las tinajas de Cantalapiedra (las mayores con capacidad para doce cántaros, fabricadas de una pieza, por el sistema de urdido y con terminación lisa) fueron muy apreciadas por el ceramista Daniel Zuloaga, que «las compraba y decoraba luego como si fueran piezas antiguas».

### Alfares desaparecidos y continuidad
A lo largo del siglo xx fueron desapareciendo los talleres de Barruecopardo, Béjar, Bogajo,El Bodón, Fuenteguinaldo, La Alberca, Olmedo de Camaces, San Felices de los Gallegos, Villavieja de Yeltes, los alfares tinajeros de Cantalapiedra y Peralejos de Abajo, y ya cerca de la frontera lusitana, los cacharreros de Ciudad Rodrigo, Vitigudino y Villar de Peralonso.
Ya en el siglo xxi se recoge todavía actividad cerámica en los talleres de Cespedosa, Alba de Tormes, y Tamames, además de en las ferias celebradas anualmente en Ciudad Rodrigo y Salamanca capital.

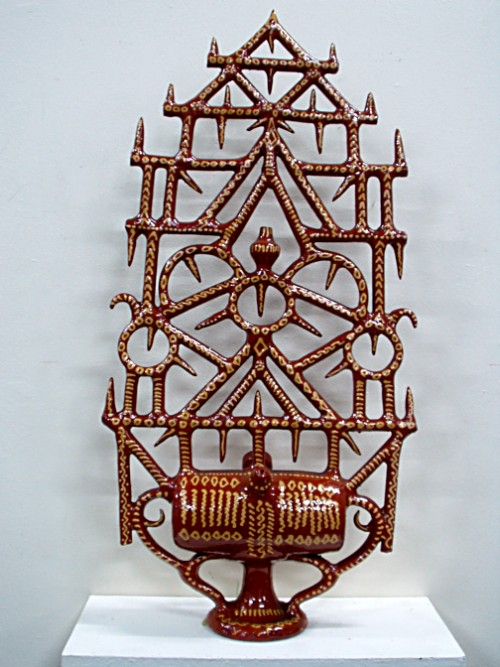
Botijo ‘de peineta’ de Alba de Tormes, en el Museo Internacional de Arte Popular del Mundo, en Albacete.
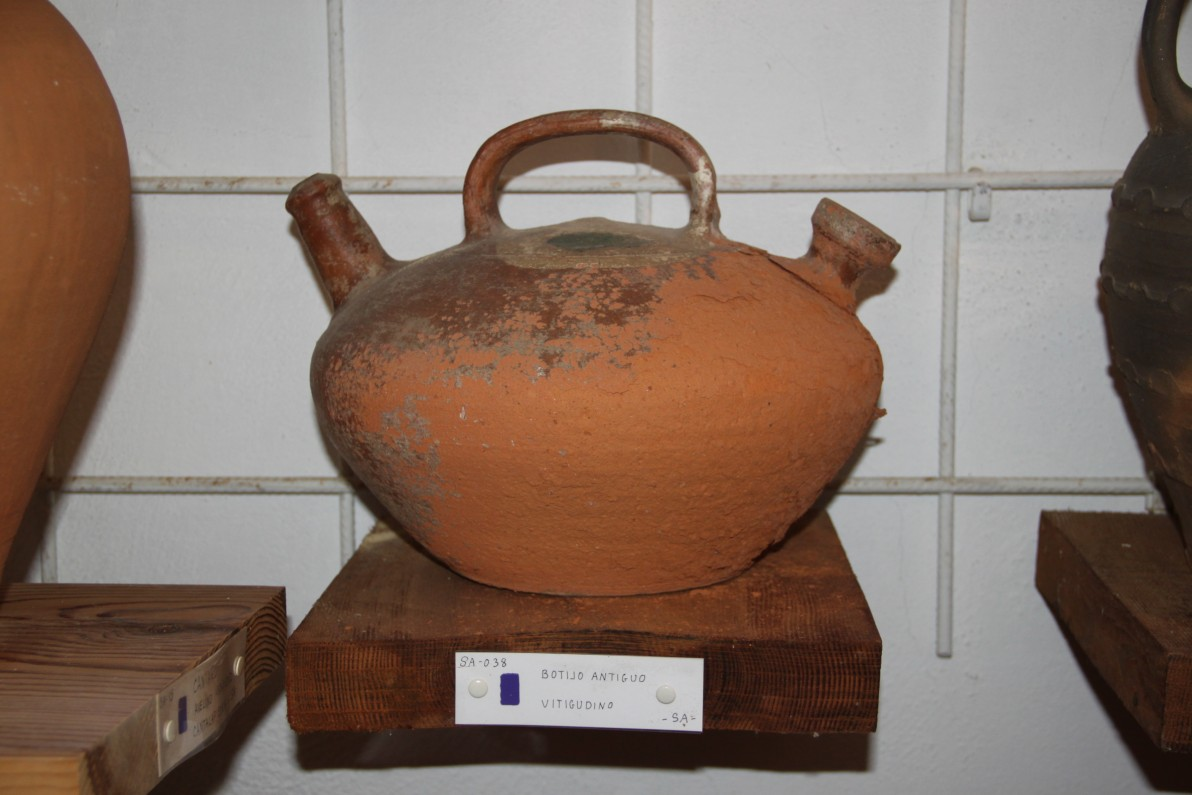
Botijo de Vitigudino en el Museo de Chinchilla.
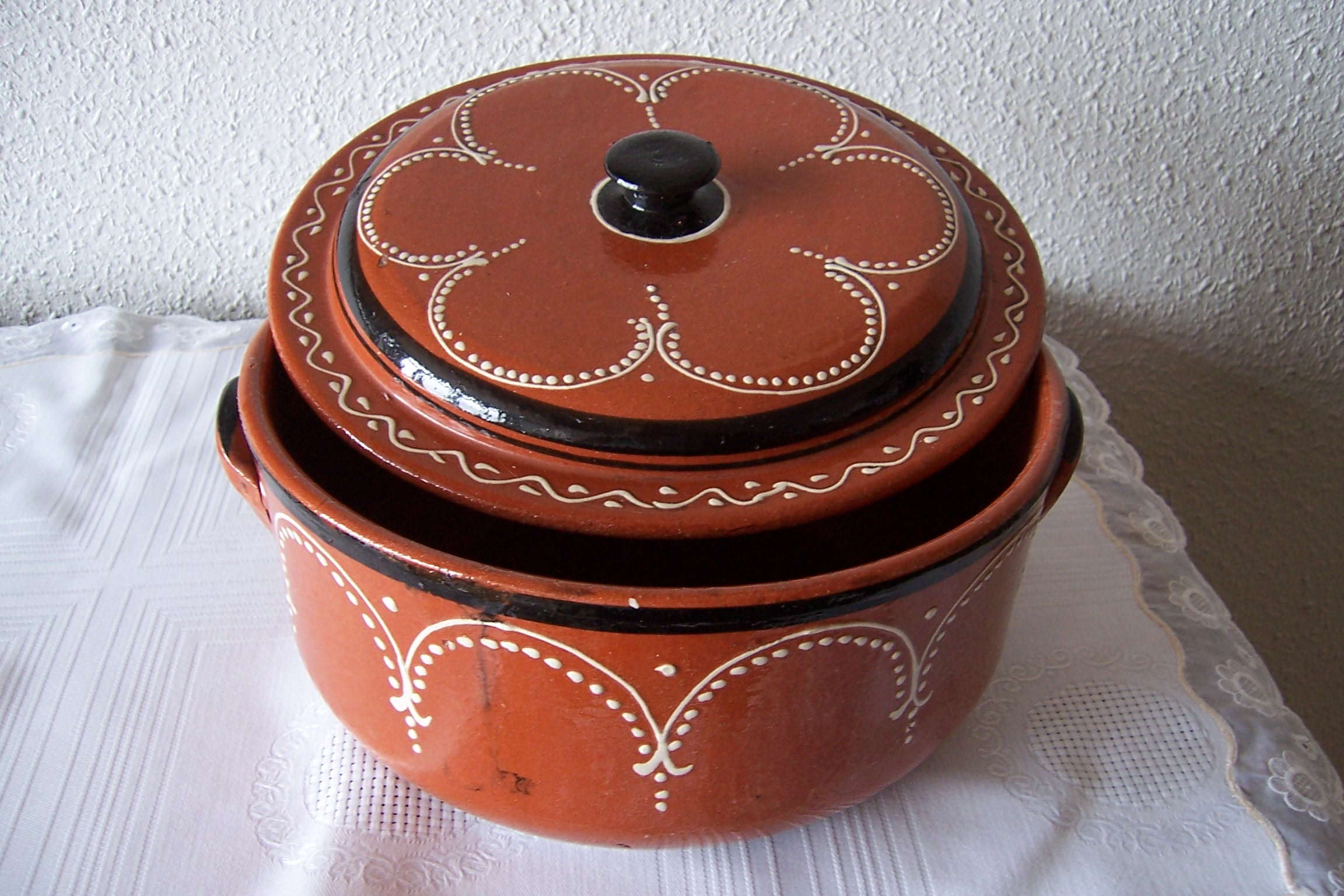
Cazuela esmaltada y decorada con orlas geométricas.
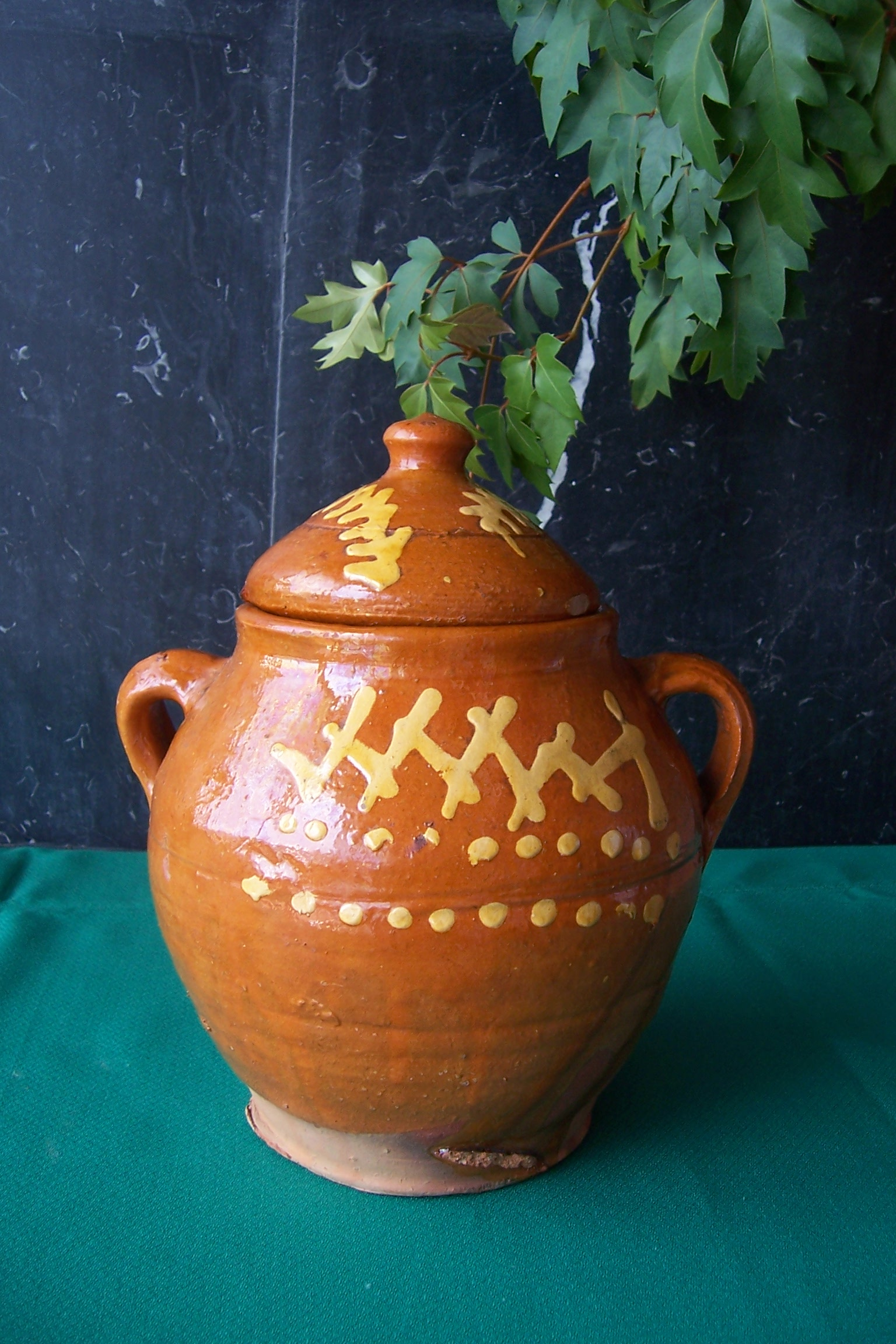
Olla con tapa y porte de orza.